# Mary Mitchell O’Connor

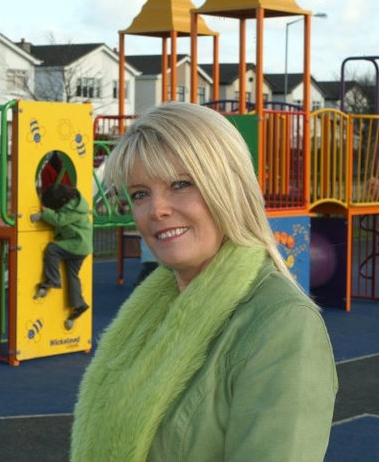
Mary Mitchell O’Connor (2011)

Mary Mitchell O’Connor (irisch Máire Mistéil Ní Chonchubhair, * 10. Juni 1959 als Mary O’Connor in Milltown (County Galway), Irland) ist eine irische Politikerin der Fine Gael.

## Biografie
Mary Mitchell O’Connor war nach dem Studium am Carysfort College und an der Maynooth University als Lehrerin an mehreren Schulen tätig. Sie wurde Schulleiterin zunächst in Skryne, County Meath, ab 1999 in Glasthule (einem Vorort von Dublin). 
2004 wurde sie für die Progressive Democrats in den Dún Laoghaire–Rathdown County Council gewählt. 2009 gelang ihr die Wiederwahl, diesmal für die Fine Gael. 
2011 gelang es ihr, bei den Wahlen zum Dáil Éireann 2011 einen Sitz im Unterhaus für den Wahlkreis Dún Laoghaire zu erringen. Diesen Sitz konnte sie bei den Wahlen 2016 verteidigen. Enda Kenny ernannte sie im Mai 2016 zur Wirtschaftsministerin (Minister for Jobs, Enterprise and Innovation) in seinem zweiten Kabinett. Nach nur einem Jahr gingen die Regierungsgeschäfte auf Leo Varadkar über. Sie verlor den Posten des Wirtschaftsministers und wurde in der Regierung Varadkar I zur Staatsministerin für Höhere Bildung (Minister of State at the Department of Education and Skills). In dieser Funktion setzte sie sich für den Ausbau von Stellen für Frauen in der Wissenschaft ein. 
2020 konnte sie ihren Sitz im Dáil Éireann überraschend nicht verteidigen. Sie wurde freiberufliche Wirtschaftsberaterin.

## Privates
Mary Mitchell O’Connor ist geschieden und hat zwei Söhne aus der Ehe mit Joe Mitchell. 